# Porn Film Festival Vienna
Das Porn Film Festival Vienna (kurz: PFFV) ist ein jährliches Filmfestival mit pornografischer Ausrichtung in Wien, Österreich. Das Festival soll junges erotisches Filmschaffen im In- und Ausland fördern und dem lokalen Publikum näherbringen. Es findet seit 2018 statt.

## Überblick
Aus einem im Rahmen des Transition-Festivals regelmäßig präsentierten und populären „Pornoabend“ wurde die Idee entwickelt ein eigenes erotisches Filmfestival zu starten. 2017 erfolgte deswegen im Wiener Schikaneder Kino eine Teaser-Veranstaltung zur ersten Ausgabe des Festivals. Gezeigt wurden u. a. der Dokumentarfilm Pornocracy – Die digitale Revolution der Pornobranche von Ovidie sowie ausgewählte Kurzfilme.
Ins Leben gerufen wurde das Porn Film Festival Vienna im Jahre 2017 durch Yavuz Kurtulmus, Jasmin Hagendorfer, Gregor Schmidinger und Saif Rangwalla und dieses sorgte bereits vor dem Auftakt für Aufruhr in der Kunst- und Kulturszene, aber auch der politischen Landschaft Wiens. Bereits vor Festivalstart gab es Anfragen der FPÖ zur Finanzierung des Projekts.
Seit 2020 besteht das Kernteam aus Yavuz Kurtulmus (Festivalleiter) und Jasmin Hagendorfer (künstlerische Leiterin).
Bedingt durch die Corona-Pandemie wurde im Oktober 2020 das Festival als Hybrid-Event, also off- und online, veranstaltet.
Während des Festivals 2023 kündigte Yavuz Kurtulmus seinen Rücktritt als Festivalleiter an.

### Ausrichtung und Programm
Das PFFV zeigt explizit pornografische Kurz- und Langfilme für heterosexuelles und LGBTQ-Publikum. Das Programm umfasst aber auch Dokumentarfilme über sex-positive Themen, zum Beispiel The Artist and the Pervert, der Eröffnungsfilm 2019. Für viele Filme gibt es auch Live-Interviews mit den Filmemachern. Von Anbeginn gab es ein theoretisches Rahmenprogramm zu sex-positiven Inhalten mit zahlreichen Vortragenden (z. B. Andreas Brunner, Johannes Grenzfurthner, Barbara Rothmüller, Johannes Wahala) und Ausstellungen zum Jahresthema (z. B. mit Mara Mattuschka, Johanna Bruckner, Offerus Ablinger).
Man sei sich „der Verantwortung, für ein sicheres Festival zu sorgen, bewusst. Unser Ziel war und ist es, einen geschützten Raum zu schaffen, an dem es nie nur darum ging, gemeinsam Pornos zu sehen, sondern vielmehr über das Gesehene in Austausch zu treten, zu diskutieren und Neues erfahren zu können“, so Kurtulmus und Hagendorfer.
Feministische Pornografie stellt einen wesentlichen Grundpfeiler des Festivals dar. Jasmin Hagendorfer beschreibt ihren philosophischen Ansatz wie folgt:

„Feministische Pornoproduktionen zeigen, dass sehr wohl auch die Lust und das sexuelle Empfinden der Frau im Zentrum stehen kann und dass Porno auch frauen-, gender- und letztendlich männerfreundlich sein kann. Außerdem stehen viele feministische Produktionen für faire Arbeitsbedingungen, Mitspracherecht und Konsens, die es bei Mainstream-Produktionen oft nicht gibt. Es ist wichtig zu zeigen, dass Pornos von Frauen für Frauen produziert werden und dass sie auch auf ein breites Publikum treffen.“

### Festivaljahre
- 2017: PFFV Night (Schikaneder Kino)
- 2018: Thema: What is Porn? (Schikaneder Kino, Top Kino, Filmcasino, Fortuna Kino)
- 2019: Thema: What is Shame? (Schikander Kino, Top Kino, Burg Kino, Fortuna Kino)
- 2020: Thema: What is Sex? (Schikaneder Kino, Top Kino)
- 2021: Thema: Celebration (Schikaneder, Top Kino)
- 2022: kein generelles Thema (Schikaneder, Top Kino)[25]
- 2023: kein generelles Thema (Schikaneder, Top Kino)
- 2024: kein generelles Thema (Schikaneder, Breitenseer Lichtspiele, Fortuna Kino, Votiv Kino)

## Kooperationen
Spezialprogramme des Pornfilmfestivals wurden auf dem International Queer & Migrant Film Festival in Amsterdam gezeigt. In einer Kooperation mit Arse Elektronika wurden auch Screenings im betalevel in Los Angeles und in The Nook in Orlando organisiert. Ferner wurde als Ablegerprojekt die „Porn Night Graz“ 2019 ins Leben gerufen.
Das Design des Festivals wurde 2020 vom Design-Studio buero butter umgesetzt und 2022 und 2023 vom Künstler Stefan Yazzie.